# Forpus cyanopygius
Il pappagallino del Messico (Forpus cyanopygius Souancé, 1856) è un uccello della famiglia degli Psittacidi.

## Descrizione
Uccelletto agile, di taglia attorno ai 13 cm, si presenta con piumaggio generale verde, mascherina facciale verde chiara sfumata in giallo e groppone azzurro, ben evidente nel maschio adulto, appena accennato nel maschio giovane e quasi assente nella femmina. Il vero dimorfismo sessuale però è nella banda alare azzurra presente solo nel maschio. Ha becco e zampe grigiastre e iride bruna. È classificato in tre sottospecie tutte assai simili tra loro:
- F. c. cyanopygius, sottospecie nominale;

- F. c. insularis, presente nell'arcipelago di Tres Marias, con colori più scuri;

- F. c. pallidus, dai colori più smorti.

## Distribuzione
Vive nel Messico sud-occidentale e nell'arcipelago di Tres Marias. In cattività è allevato ma con minor diffusione di altri Forpus.

## Biologia
Abita i boschi decidui fino a quote attorno ai 1300 metri.